# Hartville (Wyoming)
Hartville es un pueblo ubicado en el condado de Platte en el estado estadounidense de Wyoming.En el año 2010 tenía una población de 62 habitantes y una densidad poblacional de 88.57 personas por km² .

## Geografía
Hartville se encuentra ubicado en las coordenadas 42°19′39.02″N 104°43′29.17″O / 42.3275056, -104.7247694. Según la Oficina del Censo, la localidad tiene un área total de 0,7 km² (0,3 mi²), de la cual 0,7 km² (0,3 mi²) es tierra y 0 km² (0 mi²) (0.0%) es agua.

### Localidades adyacentes
El siguiente diagrama muestra a las localidades en un radio de 64 kilómetros (39,8 mi) de Hartville.

## Demografía
En el 2000 la renta per cápita promedia del hogar era de $25.000, y el ingreso promedio para una familia era de $13.750. El ingreso per cápita para la localidad era de $12.116. En 2000 los hombres tenían un ingreso per cápita de $26.667 contra $0 para las mujeres. Alrededor de 28.4% estaba bajo el umbral de pobreza nacional.